# جونگ یونهو
جونگ یونهو (به کره ای:정윤호، متولد ۲۳مارس ۱۹۹۹)، بیشتر با اسم مستعار 유노윤호) U-Know,U-Know Yunho) در کرهٔ جنوبی و یونهو (ユンホ) در ژاپن، شناخته می‌شود. وی یک خوانندهٔ کره‌ای است و گهگاهی به حرفهٔ بازیگری می‌پردازد. او رهبر گروه پسرانهٔ تی وی ایکس کیو (TVXQ) می‌باشد - دومین عضوی بود که به گروه ملحق شد و دومین فرد بزرگ گروه بود -. پس از معلق شدن فعالیت‌های گروه، به همراه چانگمین - یکی دیگر از اعضای گروه - تحت همین نام به ادامهٔ فعالیت‌های خود پرداخت. و با انتشار تک آهنگ "(Why? (Keep Your Head Down (چرا؟ تعظیم کن)" در ژانویهٔ ۲۰۱۱، بازگشت دونفرهٔ تی وی ایکس کیو را اعلام کرد.

## اوایل زندگی
یونهو در گوانگجوی کره جنوبی متولد شد و در همان جا پرورش یافت. وی یک خواهر کوچکتر به نام جی هی دارد. از همان دوران کودکی بخاطر نامساعد بودن وضعیت مالی خانواده مجبور به انجام کارهای مختلف و تأمین مخارج تحصیل خواهرش شد. یونهو با وجود مخالفت‌های پدر و مشکلات مالی، شهر خود را ترک کرد و برای دست یابی به هدفش به سئول نقل مکان کرد و سختی‌های زیادی را در این راه متحمل شد. در سن سیزده سالگی بعد از موفقیت در مسابقهٔ رقص، به کمپانی اس ام ملحق شد.

قبل از شروع به کار در سال ۲۰۰۳، در موزیک ویدئوی دانا با عنوان «الماس» به عنوان رقاص و رپر حضور یافت.همچنین رقاص بسیار از خوانندگان دیگر کره ای و بعضی از خوانندگان چینی بود. وی قبل از آغاز به کار، چهار سال در آکادمی موسیقی اس ام آموزش دید.

به گفته خود اسم مستعارش را U-Know انتخاب کرد، چون می‌خواست به عنوان رهبر گروه، همه را درک کند،"I know you (من می‌شناسمت، من می‌فهممت)"،"I know that you know that I know you, so you know that i know that we know eachother (می‌دانم تو می‌دانی که من تو رو می‌فهمم، پس تو می‌دانی من می‌دانم که ما همدیگر را می‌فهمیم!)".

## حرفهٔ موسیقی:تی‌وی‌ایکس‌کیو

### تی‌وی‌ایکس‌کیو
در سال ۲۰۰۳، به عنوان رهبر گروه تی‌وی‌ایکس‌کیو در کنار هیرو ججونگ، میکی یوچون، شیا جونسو و مکس چانگمین، شروع بکار کرد. اولین اجرای آنها در ۲۶ دسامبر ۲۰۰۳ در برنامه مشترک بوآ و بریتنی اسپیر از شبکه SBS پخش شد. در این برنامه آنها به اجرای آهنگ «آغوش» پرداختند که به یکی از محبوب‌ترین آهنگ‌های گروه تبدیل گردید. با انتشار آلبوم «طلوع خورشید» تی‌وی‌ایکس‌کیو به محبوبیت زیادی دست یافت و اولین دئسانگ گروه را برایشان به ارمغان آورد. آلبوم «میروتیک» شهرت تی‌وی‌ایکس‌کیو را به اوج رساند و جوایز متعددی در کره به آلبوم اختصاص داد.
فعالیت‌های تی‌وی‌ایکس‌کیو در ژاپن از سال ۲۰۰۵ با انتشار سینگل"«امشب با من بمان» آغاز گردید. علی‌رغم انتظار همگان آهنگ موفقی نبود. در سال ۲۰۰۸ با انتشار تک آهنگ «خط بنفش» گروه توانست نخستین جایگاه اولی خود در جدول اوریکن را به دست بیاورد. همچنین آلبوم "کد مخفی" آنها شامل دو آهنگ پلاتینیوم "?Dōshite Kimi o Suki ni Natte Shimattandarō" و "Share the World" بود که آهنگ دوم به عنوان تیتراژ انیمه One Piece هم انتخاب گردید.
در سال ۲۰۰۹ سه تن از اعضا ججونگ، یوچان و جونسو علیه اس‌ام انترتینمنت که مدیریت برنامه‌های گروه در کره را به دست داشت شکایت کردند. پس از یک سال و نیم جدال قانونی یونهو به همراه دیگر عضو باقی مانده گروه چانگمین با آهنگ «سرت رو پایین نگهدار» مجدداً به عرصه خوانندگی بازگشتند. از آن زمان گروه با دو عضو خود رکوردهای متعددی در ژاپن به جا گذاشته‌است از جمله بیشترین جایگاه اول، پرفروش‌ترین و بیشترین فروش بلیط در کنسرت‌ها به عنوان خواننده خارجی.

### سولو
در دومین تور آسیایی 'O' یونهو آهنگ "Spokesman (سخنگو)" خود را به همراه دونگهه از گروه سوپر جونیور، اجرا کرد. او به همراه میکی - یکی از دیگر اعضای گروه - به عنوان رپر در آهنگ "Heartquake (لرزش قلب)" از سومین آلبوم سوپر جونیور - Sorry,Sorry - حضور یافت.همچنین آهنگ "Close to you (نزدیک تو)" و "Crazy Life (زندگی دیوانه) " را برای پروژهٔ ("Trick ("Close to you / Crazy Life خواند.

در چهارمین تور زنده در سال ۲۰۰۹ - The Sescret Code (کد مخفی) - در توکیو دم، یونهو آهنگ "Checkmate (مات)"را به زبان ژاپنی اجرا کرد.و به همراه هیرو متن رپ آهنگ "Wrong Number (شمارهٔ اشتباه)" را نوشت که در آلبوم چهارمشان - "MIROTIC" - قرار گرفت. همچنین به همراه میکی و شیا متن رپ آهنگ "Love after Love" را که مربوط به آلبوم دوم کره ای -"Rising Sun"- بود، نوشت.

در فوریهٔ ۲۰۱۰، اعلام شد یونهو در بخش آسیایی کنسرت یادبود This Is It برای مایکل جکسون، شرکت خواهد کرد و به همراه Genevieve Cleary, Morris Pleasure و دیگر افرادی که از نزدیک با جکسون همکاری داشتند، در لوس آنجلس و لاس وگاس تمرین خواهد کرد. این پروژه اولین همکاری تهیه کنندگی بین کره و آمریکا بود.
در ۱۵ می ۲۰۱۵ اعلام شد آلبوم سولوی یونهو با عنوان U Know Y قبل از ترک او برای سربازی منتشر خواهد شد. آلبوم شامل ۷ آهنگ بوده که ۵ تای آنها قبلاً در کنسرت‌های تی‌وی‌ایکس‌کیو اجرا شده بود. آهنگ "Burning Down" به عنوان آهنگ اصلی آلبوم انتخاب شد. آلبوم همراه دی‌وی‌دی شامل موزیک ویدیو و پشت صحنه در ۸ ژولای ۲۰۱۵ به صورت اختصاصی برای اعضای کلوپ هواداران ژاپنی گروه، Bigeast، منتشر گردید.

## حرفهٔ بازیگری
یونهو به همراه دیگر اعضای تی‌وی‌ایکس‌کیو، در دو برنامهٔ تلویزیونیِ 'تئاتر بانجون' و 'تعطیلات' ظاهر شد.

در سال ۲۰۰۶، به عنوان بازیگر میهمان در مجموعهٔ 'رنگین کمان عاشقانه' حضور یافت.

در ژوئیه ۲۰۰۹، در سریال 'به سوی میدان' به ایفای نقش پرداخت.

در سپتامبر۲۰۱۰، به عنوان یک بازیگر اکشن، در فیلم تبلیغاتی 'یک روز به یاد ماندنی در کره' که مربوط به صنعت توریست کره بود، حضور یافت.

در ژوئن ۲۰۱۰، به عنوان نقش اصلیِ تئاتر موزیکال 'گونگ' انتخاب شد.

وی همچنین در فیلم کوتاه 'شهر خوانندگان' ظاهر شد، که در غرفهٔ جمهوری کره، در نمایشگاه ۲۰۱۰ شانگهای چین اکران شد.
در سال ۲۰۱۱، به عنوان بازیگر میهمان در دو سریال حضور یافت.انتظار می‌رفت در سریال 'خدای دریا' - طرح از شبکهٔ اس‌بی‌اس - جزو نقشهای اصلی باشد، این پروژه بخاطر شرایط جوی، خروج برخی از بازیگران (جون هی بین و اریک از گروه شینهوا)، توقف فیلم‌برداری و عوامل تعویق متعدد، در مارس ۲۰۱۱ متوقف شد. با این وجود در اواخر ژوئن، شبکهٔ کی‌بی‌اس تصمیم گرفت سریال را ادامه دهد و مجدداً اقدام به انتخاب بازیگر کرد. یونهو به علت برنامهٔ کاری فشرده، جزو نقش‌های اصلی قرار نگرفت و تنها چند حضور کوتاه در سریال داشت. در چهار قسمت اول بینندگان شاهد حضور یونهو به عنوان نقش مقابل و رقیب چوی شیوون بودند.

در اواخر نوامبر، در تیزر 'زندگی در چونگدام-دونگ' باری دیگر حضوری کوتاه یافت. نقشی که در اولین قسمت از 'زندگی در چونگدام-دونگ' بر عهده داشت، به‌طور عجیبی مشابه شخصیت اصلی او در زندگی واقعی اش بود.
در سال ۲۰۱۲ یونهو در سریال «ملکه جاه طلبی» نقش یک بازیکن هاکی روی یخ پولدار را بازی کرد. این نقش جایزه انتخاب مردمی جوایز بین‌المللی سئول ۲۰۱۳ را برای او به ارمغان آورد.
در سال ۲۰۱۴ یونهو در سریال دیگری «خاطرات نگهبان شب» نقش یک شمشیرزن را بر عهده داشت. که برای ایفای نقش خود و صحنه‌های رزمی مورد تشویق قرار گرفت.
قبل از رفتن به سربازی یونهو در سری «تو را سفارش دادم» برای شبکه ماهواره ای TVN به ایفای نقش پرداخت.
پس از سربازی نیز در سریال "Meloholic" نقش مردی که توانایی خواندن ذهن زنان با لمس دستان آنان را دارد، بر عهده داشت.

## حادثه
یونهو در اکتبر ۲۰۰۶، هنگام فیلم‌برداری یکی از برنامه‌های تلویزیونی - 'Heroine 6' -، پس از نوشیدن شربت، به بیمارستان منتقل شد. این نوشیدنی حاوی چسبی قوی بود که توسط یکی از آنتی فن‌ها یه یونهو داده شد.فرد مظنون، با نام خانوادگی کو، در شانزدهم اکتبر توقیف شد. وی بیشتر از دوسال، جزو وبسایت ضد طرفداران تی وی ایکس کیو بود.

به علت اینکه یونهو خواهری همسن او داشت، از پلیس درخواست کرد که باوجود عواقب شدید کار کو، واکنشی علیه وی انجام ندهند. تا بهبودی کامل، یونهو مجبور به کناره‌گیری از فعالیت‌های گروه شد، حتی بقیهٔ اعضای گروه مجبور به اجرای یکی از اجراهای آهنگ "O – Jung.Ban.Hub"
بدون حضور وی شدند.
یونهو پس از بهبودی در یک برنامهٔ تلویزیونی بیان کرد «این حادثه او را از لحاظ روحی تحت تاثیر قرار داده‌است نه جسمی.»

سوالات بی پاسخ زیادی در این باره وجود دارد، به عنوان مثال چرا یونهو از ظرف درباز شربت نوشید، یا مجرم چگونه وارد ساختمان پخش برنامه شد.

## فیلم‌شناسی

### مجموعه تلویزیونی
| عنوان                 | سال  | نقش          | توضیحات                |
| --------------------- | ---- | ------------ | ---------------------- |
| تئاتر بانجون          | ۲۰۰۵ | یونهو        |                        |
| عشق رنگین‌کمانی        | ۲۰۰۶ | یونهو        | مهمان (قسمت‌های ۶۲، ۶۴) |
| تعطیلات               | ۲۰۰۶ | یونهو        | قسمت: «کاسیوپیا»       |
| به سوی میدان          | ۲۰۰۹ | چا بونگ گون  |                        |
| خدای دریا             | ۲۰۱۱ | کانگ اون چول | مهمان                  |
| زندگی در چونگدام دونگ | ۲۰۱۱ | خودش         | حضور افتخاری (قسمت ۱)  |
| به برنامه خوش آمدید   | ۲۰۱۱ | خودش         | حضور افتخاری (قسمت ۱)  |
| ملکه جاه‌طلب           | ۲۰۱۳ | بک دو هون    |                        |
| ساکی                  | ۲۰۱۳ | مشتری کافه   | حضور افتخاری (قسمت ۱۱) |
| خاطرات نگهبان شب      | ۲۰۱۴ | کانگ مو سوک  |                        |
| تو را سفارش دادم      | ۲۰۱۵ | یو گوک ده    | مجموعه اینترنتی        |
| ملوهولیک              | ۲۰۱۷ | یو اون-هو    |                        |
| اعتراف زوجین          | ۲۰۱۷ | فروشنده      | حضور افتخاری (قسمت ۲)  |
| تِن‌سایی باکابون ۳      | ۲۰۱۸ | یونهو        | حضور افتخاری           |

## جوایز
اولین دورهٔ رقابت‌های سالیانهٔ اس ام - بهترین رقصنده، جایگاه اول